# Giovanni Valentini
Giovanni Valentini (ur. 1582 lub 1583 przypuszczalnie w Wenecji, zm. 29 lub 30 kwietnia 1649 w Wiedniu) – włoski kompozytor, organista i skrzypek.

## Życiorys
Przypuszczalnie studiował w Wenecji. Jego nauczycielem mógł być Giovanni Gabrieli. W 1604 lub 1605 roku przybył do Polski, gdzie do 1614 roku działał jako organista na dworze Zygmunta III Wazy. Dedykował królowi swój zbiór canzon (1609), a hetmanowi wielkiemu litewskiemu Janowi Karolowi Chodkiewiczowi swoje motety (1611). Od 1614 roku był organistą na dworze arcyksięcia Ferdynanda w Grazu, po jego koronacji na cesarza w 1619 roku przeniósł się do Wiednia. Od 1626 roku pełnił funkcję nadwornego kapelmistrza. Kierował też chórem wiedeńskiego kościoła św. Michała. W 1627 roku został nobilitowany. Jego uczniem był Johann Kaspar Kerll.

## Twórczość
Uprawiał większość z form muzycznych pierwszej połowy XVII wieku. Do jego twórczości religijnej należą proste fakturalnie utwory użytkowe, monumentalne kompozycje ceremonialne, utwory w stile antico oraz psalmy i motety w stylu concertato. W swoich mszach stosował technikę polichóralną połączoną z techniką parodiowaną, był też autorem muzyki i tekstu do pierwszych wiedeńskich religijnych dzieł dramatycznych w stylu sepolcro. W madrygałach Valentiniego znajdują się najwcześniejsze znane przykłady wykorzystania instrumentów melodycznych. Jako jeden z pierwszych w swoich drukach umieszczał też partie na trąbki.
Opublikował m.in. Canzoni, libro primo na 3, 5–6 i 8 głosów (1609), Motetti na 4–6 głosów (1611), Secondo libro de madrigali na 4–5 i 8–11 głosów oraz basso continuo (1616), Missae concertatae na 4, 6 i 8 głosów oraz basso continuo (1617), Salmi, hinni, Magnificat, antifone, falsibordone et motetti na 1–4 głosy oraz basso continuo (1618), Musicheconcertate na 6–10 głosów oraz basso continuo (1619), Musica di camera, libra quarto na 1–6 głosów oraz basso continuo (1621), Missae quatuor na 8–12 głosów oraz basso continuo ad libitum (1621), Messa, Magnificat et Jubilate Deo na 7 chórów i trąbki (1621), Musiche na 2 głosy (1622), Il quinto libro de madrigali na 3–6 głosów i basso continuo (1625), Sacri concerti na 2–5 głosów i basso continuo (1625).